# San Miguel (Alava)
Pour les articles homonymes, voir San Miguel.
San Miguel en espagnol ou San Migel en basque est un hameau ou lieu-dit appartenant à la municipalité d'Erriberagoitia dans la province d'Alava, situé dans la Communauté autonome basque en Espagne.